# ويليام ديفيس (لاعب كريكت)
ويليام ديفيس (26 نوفمبر 1880 - 27 يناير 1959) (بالإنجليزية: William Davis)‏ هو لاعب كريكت بريطاني (وحمل سابقاً جنسية المملكة المتحدة لبريطانيا العظمى وأيرلندا).